# Pagano virtuoso

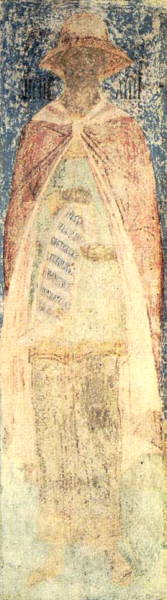
Virgilio. Affresco nella Cattedrale dell'Annunciazione, in Mosca.

Pagano virtuoso è un concetto della teologia cristiana, qualcosa di simile ai Giusti tra le nazioni con cui gli odierni ebrei onorano i non-ebrei che si sono prodigati per difendere ebrei perseguitati. Con esso, i teologi cristiani hanno affrontato il problema della eterna salvezza per i pagani che, pur non avendo ricevuto la evangelizzazione, vissero come se l'avessero anticipata: ai cristiani sembrava che nonostante la incolpevole mancanza del battesimo (allora tendenzialmente pensato come la unica via della salvezza), per loro fosse evitata la totale perdita dei benefici della Redenzione.
Già i Padri della Chiesa, ai primordi della teologia cristiana, avevano intravisto un, sebbene marginale, principio foriero delle stesse prospettive del "pagano virtuoso", cioè: "anima humana naturaliter christiana" (anima umana naturalmente cristiana).
Nel tardo medioevo teologi cristiani escogitarono il Limbo perché apparve abnorme che bambini innocenti – non battezzati non per loro colpa – fossero esposti alla perdita di tutti i benefici naturali e acquisiti tramite la redenzione operata attraverso la redenzione di Cristo.
Oggi, nella cristiana moderna teologia, le intuizioni ed acquisizioni del concetto “pagano virtuoso” trovano complemento e superamento. Oggi il problema è risolto attraverso un altro concetto, più biblico, quello della universale umana adozione a “figli di Dio” di tutti gli uomini attraverso la Incarnazione del Figlio di Dio: questa, sebbene realizzatasi in un determinato tempo, è per tutti gli uomini di tutti i tempi.
Di recente, tra i teologi cattolici, Karl Rahner ha riassunto tutte queste “esigenze” con il concetto “cristiano anonimo”. alludendo a tutti coloro che con l'aiuto della grazia divina, potendolo, hanno collaborato e meritato gli apporti salvifici della redenzione di Cristo.

## Testi biblici utili alla nuova visione
Come base fondamentale di questa nuova teologia sta
(Col 1,16-20):
“16 poiché in lui sono state create tutte le cose,
che sono nei cieli e sulla terra; le visibili e le invisibili;
siano troni, siano signorie, siano principati, siano potestà;
tutte le cose sono state create per mezzo di lui e in vista di lui;
17 ed egli è avanti ogni cosa, e tutte le cose sussistono in lui.
18 Ed egli è il capo del corpo, cioè della Chiesa;
egli che è il principio, il primogenito dai morti,
onde in ogni cosa abbia il primato.
19 È piaciuto infatti a Dio
che abiti in lui tutta la pienezza
20 e che per mezzo di lui e in vista di lui.
siano riconciliate tutte le cose,
avendo pacificato con il sangue della sua croce
sia le cose che stanno sulla terra,
sia quelle che stanno nei cieli.
(Johano 1, 1-4):
1 In principio era il Verbo,
il Verbo era presso Dio
e il Verbo era Dio.
2 Egli era in principio presso Dio:
3 tutto è stato fatto per mezzo di lui,
e senza di lui niente è stato fatto di tutto ciò che esiste.
4 In lui era la vita
e la vita era la luce degli uomini;

## Tra i "salvati" da teologi e poeti
Dante Alighieri, certamente convinto da questa "misericordiosa" teologia del "pagano virtuoso", nella Divina Commedia, nel primo cerchio dell'Inferno, colloca qualcosa che assomiglia al Limbo: in esso il poeta vede Omero, Orazio, Ovidio, Lucano e perfino Saladino, il condottiero islamico che sconfisse le armate crociate.
Diversi filosofi si preoccuparono di salvare Aristotele e Platone e ma il concetto "pagano virtuoso" è generale e i casi concreti sono noti solo a Dio (proprio secondo la teologia cristiana).
Secondo alcuni competenti in letteratura, il "pagano virtuoso" piacque tanto al romanticismo che lo sfruttò nel clima di revival della cultura vichinga e dei miti nordici come le saghe islandesi. Autori come Tom Shippey sostengono che l'ambientazione della trilogia de Il Signore degli Anelli di John Ronald Reuel Tolkien, collocata in una immaginaria epoca precristiana, beneficia e sfrutta a fondo il concetto di "pagano virtuoso".